# Mahavšček
Il monte Mahavšček con 2.008 m s.l.m. è una cima della Catena Nero-Tolminski Kuk-Rodica.